# 三好丘あおば
三好丘あおば（みよしがおかあおば）は、愛知県みよし市の地名。現行行政地名は三好丘あおば一丁目から二丁目。郵便番号は470-0233。

## 地理
みよし市北東部に位置し、東は三好丘一丁目、西は黒笹いずみ三丁目・黒笹三丁目、南は福谷町、北は福谷町・黒笹町に接する。
三好丘を名乗るが、みよし市立黒笹小学校の校区である。

## 世帯数と人口
2022年（令和4年）3月1日現在の世帯数と人口は以下の通りである。
| 大字               | 世帯数  | 人口    |
| ------------------ | ------- | ------- |
| 三好丘あおば一丁目 | 406世帯 | 1,039人 |
| 三好丘あおば二丁目 | 516世帯 | 1,430人 |
| 計                 | 922世帯 | 2,462人 |

## 学区
市立小・中学校に通う場合、学区は以下の通りとなる。
| 字・番地等        | 小学校               | 中学校                 |
| ----------------- | -------------------- | ---------------------- |
| 三好丘あおば1丁目 | みよし市立黒笹小学校 | みよし市立三好丘中学校 |
| 三好丘あおば2丁目 | みよし市立黒笹小学校 | みよし市立三好丘中学校 |

なお、公立高等学校全日制普通科に通う場合、三河学区となるが、尾張地区の日進、日進西、東郷の各公立高普通科に通学できる調整特例がある。

## 歴史

### 沿革
- 2011年（平成23年）5月7日 - 福谷町の一部より、三好丘あおば一丁目から二丁目が成立[6]。

## 交通

### 鉄道
町内に鉄道駅はない。

### 道路
- 愛知県道54号豊田知立線

## 施設
- みよし市 三好丘あおばふれあいセンター
- 大沢公園
- 中部電力パワーグリッド三好ケ丘変電所